# R136
R136はタランチュラ星雲の中心付近にある散開星団である。約100万歳から200万歳と若い星団で、巨星と超巨星から構成されている。その多くはスペクトル型がO3で、39個のO3星が確認されている。さらに、ウォルフ・ライエ星もいくつか確認されている。
R136星団はいくつかの部分に分けられる。中央部のR136aはかつて太陽の約1500倍の質量、3000万倍の光度を持ち、温度は55000Kから60000K、直径5000万マイルの超巨星であると考えられていた。R136aの真の姿はスペックル・イメージングによって解明され、中心に12個の大質量で高光度の星を含む、濃い密度の星団であることが明らかとなった。これらの恒星の質量は太陽質量の37倍から76倍と計算されている。また3つの非常に明るい恒星（R136a1、R136a2、R136a3）が離角0.10秒、0.48秒で存在する。このうちR136a1は、265太陽質量であると、既知の恒星としては最も重い質量を持つ。また光度は太陽の1000万倍と最も明るい恒星でもある。R136は、タランチュラ星雲のエネルギーのほぼ全てを生産する。星団の質量は推定45万太陽質量で、将来は球状星団になると推測されている。

## 構成
| 名前                     | 赤経            | 赤緯            | 視等級 (V) | 分類     | データベース |
| ------------------------ | --------------- | --------------- | ---------- | -------- | ------------ |
| R136a                    | 05h 38m 43.3s   | −69° 06′ 08″    |            | 星団     | SIMBAD       |
| R136a1 (BAT99 108)       | 05h 38m 42.43s  | −69° 06′ 02.2″  | 12.77      | WN       | SIMBAD       |
| R136a2 (BAT99 109)       | 05h 38m 42.45s  | −69° 06′ 02.2″  | 13.38      | WN       | SIMBAD       |
| R136a3 (BAT99 106)       | 05h 38m 42.291s | −69° 06′ 03.45″ | 12.93      | WN       | SIMBAD       |
| R136 Ab (SNR B0538-69.2) | 05h 37m 51.6s   | −69° 10′ 23″    | 9.59       | SNR      | SIMBAD       |
| R136 Ac (PSR J0537-6910) | 05h 37m 47.6s   | −69° 10′ 20″    |            | パルサー | SIMBAD       |
| R136b (BAT99 111)        | 05h 38m 42.78s  | −69° 06′ 03.1″  | 13.66      | WN       | SIMBAD       |
| R136c (BAT99 112)        | 05h 38m 42.896s | −69° 06′ 04.92″ | 12.86      | WN       | SIMBAD       |

## ギャラリー

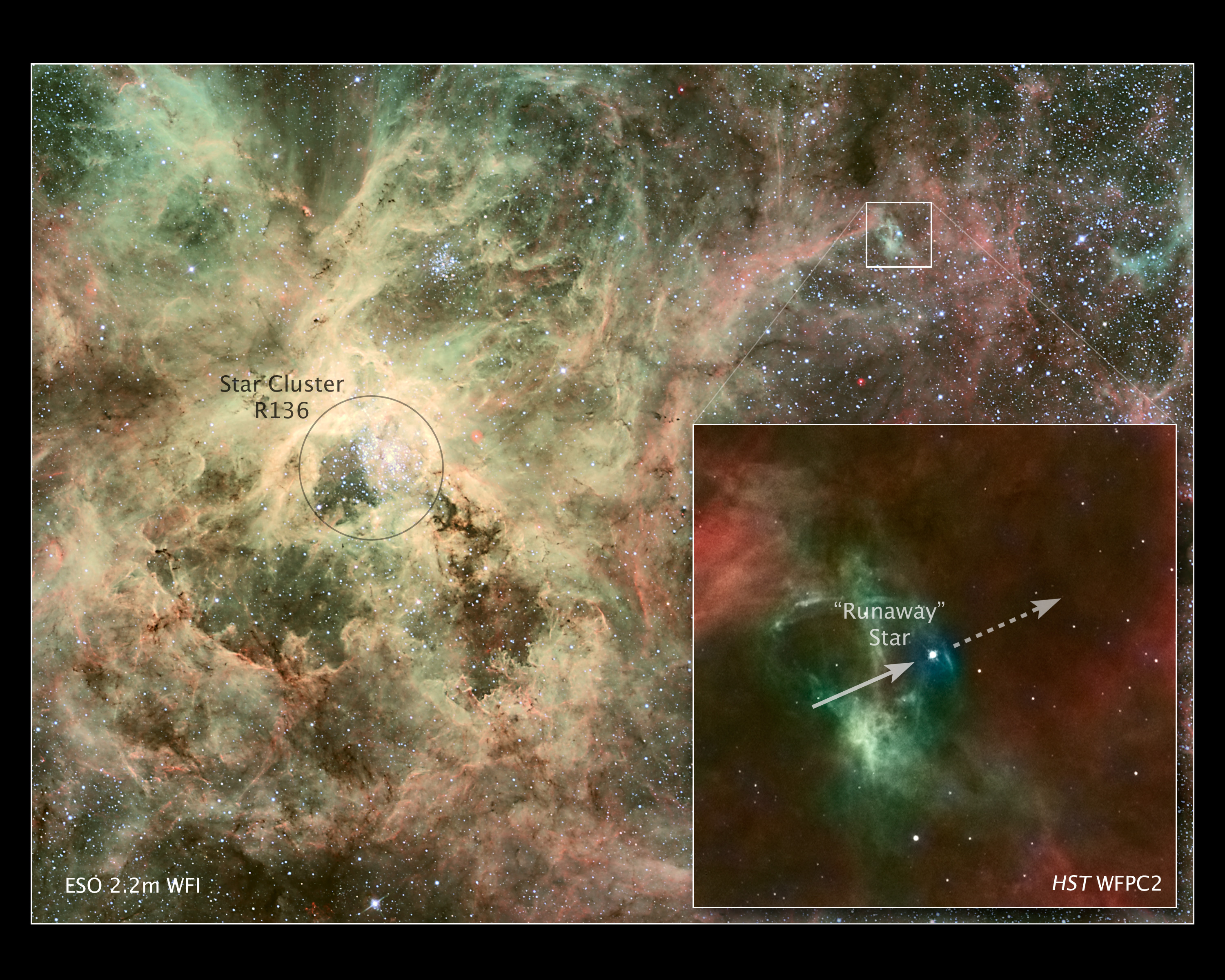
R136からのランナウェイ・スター